# Grefusa
Grefusa es un grupo empresarial español dedicado, principalmente, a la producción y distribución de aperitivos, patatas fritas y frutos secos. Su sede central está localizada en Alcira, en la provincia de Valencia. La compañía fabrica y comercializa doce marcas de categorías como aperitivos y patatas fritas, frutos secos (maíz y pipas de girasol) y productos horneados. El grupo Grefusa se dedica también a otras actividades en el sector inmobiliario, máquinas dispensadoras y en el de aviación civil, con su aerolínea Wondair. 

## Evolución

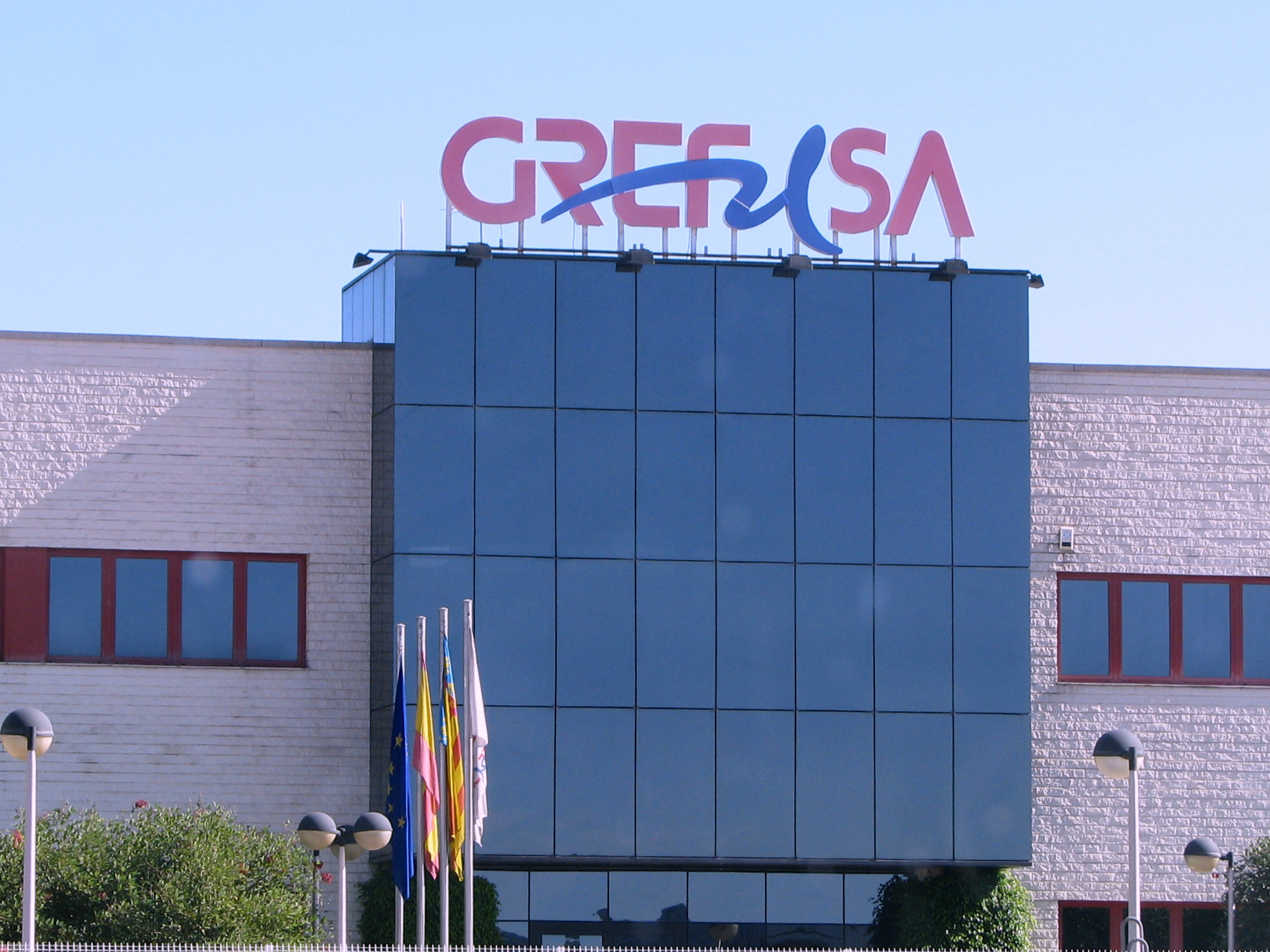
Sede central de Grefusa, en Alcira

### Historia
Grefusa fue fundada en 1929 por José Gregorio Furió. Su actividad originaria fue el almacenaje de productos agrícolas, especializándose después en el cacahuete a partir de 1950. El crecimiento de la empresa exigió registrar una marca comercial. Así surgió la marca Grefusa en 1952, que abreviaba los apellidos del fundador (Gregori Furio, Sociedad Anónima).
En 1962 se incorporaron al negocio los hijos del fundador, Alfredo y Agustín, ampliando la actividad a tueste de frutos secos. En 1988 la empresa orientó su actividad a los aperitivos y snacks, emprendiendo una arriesgada inversión en maquinaria de vanguardia. A partir de este momento la compañía experimentó un gran crecimiento en ventas y facturación, creando empresas filiales y aumentando exponencialmente su plantilla. En 1996 se dio el salto a los mercados internacionales, abriendo factorías inicialmente en Portugal y Turquía, introduciendo sus marcas en Europa, Asia, América Latina y Estados Unidos. En 2000 la empresa inauguró una nueva factoría en Medina del Campo, en la provincia de Valladolid.
Paralelamente a su crecimiento en el sector alimentario, el grupo diversificó sus actividades introduciéndose en otros sectores, como el inmobiliario, máquinas dispensadoras y, principalmente, en el de la aviación civil.

### Presente
En la actualidad, Grefusa se ha convertido en la primera compañía nacional y una de las firmas más importantes de su sector en Europa. La compañía dispone de tres factorías, una en Valladolid, una en Torrente y la principal en Alcira, donde se encuentra su sede central. En 2009 anunció la venta de una de las factorías de Valladolid tras reducir su acuerdo comercial con la firma de supermercados Mercadona, de la que es proveedora. Algunas empresas del grupo son Sociedad Industrial de Aperitivos, Lda., con sede en Portugal, Gesa Gida Sanavi Ve Ticaret, con sede en Turquía, y Greland, Savonna Selección, Macrosnacks, Masquepan Corporación Industrial, Productos Artesanos Alba, Sociedad General de Vuelo y Wondair on Demand Aviation S.L., con sede española, entre otras.
En su vertiente social, la compañía ha firmado diversos acuerdos con Unicef desde 2003 para la igualdad y la educación infantil.
La firma patrocina otro tipo de actividades sociales y eventos deportivos como el baloncesto (Liga de las Escuelas Unicaja), la vela (Regata 300 Millas de Moraira), el motociclismo (Aspar Team de Jorge Martínez Aspar), o la Fórmula 1.